# Haplogryllacris hieroglyphicoides
Haplogryllacris hieroglyphicoides är en insektsart som först beskrevs av Lucien Chopard 1924.  Haplogryllacris hieroglyphicoides ingår i släktet Haplogryllacris och familjen Gryllacrididae. Inga underarter finns listade i Catalogue of Life.